# Santi XII Apostoli (församling)
Santi XII Apostoli är en församling i Roms stift.
Till församlingen Santi XII Apostoli hör följande kyrkobyggnader:
- Santi XII Apostoli
- San Marcello al Corso
- San Silvestro al Quirinale
- Santa Caterina da Siena a Magnanapoli
- Santa Maria di Loreto al Foro Traiano
- Santa Maria in Via Lata
- Santissimo Nome di Maria al Foro Traiano
- Santo Stefano del Cacco
- Santa Croce e San Bonaventura dei Lucchesi
- Madonna dell'Archetto
- Santa Maria del Carmine alle Tre Cannelle
- Santa Maria dell'Umiltà